# Octave Gélinier
Octave Gélinier, né le 9 novembre 1916 à Corbigny (Nièvre) et mort le 20 août 2004, est un économiste français, auteur, directeur puis président de la Cegos de 1950 à 1992. 
Il a notamment travaillé sur le management, la compétitivité, la direction par objectif et l'éthique. Il est, avec l'économiste Michel Le Net, le juriste Vincent Frézal et l'anthropologue Yves Lecerf  le cofondateur du Cercle d’Éthique des affaires de l'Ecole Nationale des Ponts et Chaussées (ENPC) dont il était le Président d'honneur jusqu'à son décès.
C'est lui qui dans Secret des structures compétitives. Management ou bureaucratie ? a introduit le premier le concept et le mot « management » en France, en 1966.

## Biographie

### Jeunesse et études
Né en 1916 à Corbigny (Nièvre), Octave Gélinier était ingénieur civil des Mines de Paris , mais il a aussi étudié les sciences physiques et chimiques, l’économie et le droit. En 1949, il s'est marié à la chorégraphe Jacqueline Robinson, avec laquelle il a eu quatre enfants : Sophie, Laurent (décédé), Joachim, et Jacqueline.

### La Cegos
Octave Gélinier commence sa carrière dans un bureau d'études économiques, puis il rejoint en 1947 l'équipe de la Cegos qui ne compte alors que quelques ingénieurs. Il prit part à la création puis au développement de ce cabinet qui allait devenir une référence française et européenne en termes de conseil aux entreprises puis de formation. Il assura la direction de la Cegos pendant près de 40 ans et y resta actif en tant Président d’honneur, jusqu'à son décès survenu le 20 août 2004. 
Au titre d’ingénieur-conseil, il se penche sur les problèmes variés qui se posent à des entreprises grandes ou petites : contrôle de gestion, développement commercial, structure et organisation générale, formation et intéressement des cadres, plans d’investissement, diversification, etc. Au cours de plusieurs missions d’études en Angleterre, aux États-Unis, puis au Japon, il approfondit sa compréhension de certains aspects du "Management" moderne. Il participe ainsi comme conseil de direction à l’élaboration des politiques et stratégies de nombreuses entreprises françaises et internationales. 

### Le séminaire Direction générale de l'entreprise
Simultanément, il contribue à développer des séminaires de perfectionnement destinés aux dirigeants et cadres, et spécialement les séminaires de "Direction Générale de l’Entreprise" auxquels ont participé plus de 2 000 dirigeants de 8 nationalités.
Cité parmi les auteurs mettant en valeur des théories managériales des organisations,
Il est aussi celui qui a donné en France les références de la Direction participative par objectifs.
Dans les années 1970, avec Yvon Gattaz, il mettra l'accent sur la place et le rôle des entreprises familiales et patrimoniales en contribuant à la naissance de l'Ethic puis de l'ASMEP. En 1973, il fonda avec Michel Drancourt, Jacques Plassard et Yvon Gattaz la lettre socio-économique Les 4 Vérités Hebdo qu'ils rédigèrent ensemble pendant vingt ans. 
Soucieux de concilier les objectifs de rentabilité et l'attention portée aux hommes dans l'entreprise, il a été séduit par l'exemple japonais, un peu oublié depuis mais qui a permis de faire progresser les approches post-tayloriennes de l'entreprise. Il a pris conscience au tournant du siècle de l'importance du développement durable.

## Pensée

### Morale de l'entreprise et destin de la nation
Dès 1965, dans Morale de l'entreprise et destin de la nation, il affirme que la bonne gestion, condition du progrès, suppose des disciplines de productivité qui ne seraient pas mises en œuvre sans la pression de la concurrence. Pour être acceptées, elles doivent être promues par les dirigeants se soumettant eux-mêmes à une ascèse.
Des définitions de ce qu'est un manager et le management.

### Le secret des structures compétitives: management ou bureaucratie?
Écrit en quelques jours, en 1965, ce livre ne sera publié qu'en 1968, mais ses idées seront au cœur des séminaires de direction générale de la Cegos dès 1966.
Pour Gélinier  il y a en France, à cette époque, quatre types de physiologie des structures d'entreprise :
- L'entreprise privée traditionnelle ;
- La bureaucratie « à la française » ;
- Le management moderne ;
- Les structures de transition de type latin ;

Après avoir  présenté une axiomatique du management moderne, il présente la bureaucratie « à la française » en action et  termine par une physiologie détaillée de l'entreprise compétitive.
Le secret en est très simple : il suffit prendre le but au sérieux et de faire passer les exigences de la compétitivité avant tout autres considérations. Mais, pour être appliqué, il exige une révolution intellectuelle.

### Années 1960
- Fonctions et tâches de direction générale, Hommes et Techniques (d), 1963.
- Morale de l'entreprise et destin de la nation, Plon, 1965.
- Le secret des structures compétitives. Management ou bureaucratie ?, Hommes et Techniques, 1966.
- Direction participative par objectifs, Revue Hommes et Techniques, N° Spécial 281, 1968.

### Années 1970
- L’entreprise créatrice. Essai sur l'économie développée et la société pluraliste, Hommes et Techniques, 1972.
- L’avenir des entreprises personnelles et familiales, Hommes et Techniques, 1974.
- Stratégie sociale de l’entreprise, Hommes et Techniques, 1976.
- Nouvelle direction de l’entreprise, personnaliste et compétitive, Hommes et Techniques, 1979.

### Années 1980
- Direction participative par objectifs. Un style de direction ambitieux qui motive et perfectionne les hommes pour une réussite commune, Hommes et Techniques, 1980.  (ISBN 2-7057-0332-2)
- Morale de la compétitivité : Leçons du Japon pour la France, Hommes et Techniques, 1981.  (ISBN 2-7057-0338-1)
- Stratégie de l'entreprise et motivation des hommes, Hommes et Techniques, 1984.  (ISBN 2-7057-0364-0)
- Le chômage guéri... si nous le voulons. Débloquer l'adaptation, stimuler le bourgeonnement, Hommes et Techniques, 1985.

### Années 1990
- Fonctions et tâches de direction générale (réédition de 1963), Éditions d'Organisation, 1991.
- L'éthique des affaires, Seuil, 1991
- La réussite des entreprises familiales, Maxima, 1996.
- Les 40 idées fausses qui freinent la France, Maxima, 1998.
- Octave Gélinier et Gilles Paquet, Le management en crise. Pour une formation proche de l'action, Economica, 1988.

### Années 2000
- La nouvelle économie du 21e siècle (avec Emmanuel Pateyron), Economica, 2000
- Octave Gélinier, François-Xavier Simon, Jean-Pierre Billard, Jean-Louis Muller,  Développement durable : pour une entreprise compétitive et responsable, ESF éditeur/Cegos, 2002.
- Une anthologie de l'éthique, recueil de textes sous la direction de Michel Le Net (d), Cercle d'éthique des affaires, Cegos, Daregal, 2005

## Prix
- Prix Renaissance de l'économie 1998[4].